# Paul Jean Pierre Sauzet
Pour les articles homonymes, voir Sauzet.
Paul Jean Pierre Sauzet est un homme politique français né à Lyon (Rhône) le 23 mars 1800 et mort dans le 2e arrondissement de cette ville le 12 juillet 1876.

## Biographie
Fils de Guillaume Sauzet (1765 1844), médecin de Lyon, et d'Appolonie Baboin (d'une famille de soyeux et banquiers de la région lyonnaise) Sauzet obtient son baccalauréat à 15 ans avec dispense d'âge et fait son droit à Paris. Il est reçu avocat et s'inscrit au barreau de sa ville natale. Jean de Courvoisier, qui a été procureur général à Lyon, veut, une fois nommé ministre de la Justice, le nommer au parquet de la cour royale de Paris, mais la Révolution de 1830 fait obstacle à ce projet.
Bien que rallié à la monarchie de Juillet, Sauzet accepte de défendre devant la Chambre des pairs l'un des ministres de Charles X jugés pour leur participation aux ordonnances de Saint-Cloud, l'ex-garde des sceaux, Chantelauze (15-21 décembre 1830). Il donne une plaidoirie remarquée dans laquelle il soutient que, puisque la responsabilité des ministres n'a été introduite dans la Charte que comme la contrepartie de l'irresponsabilité du roi, elle n'a plus lieu d'être une fois que la monarchie est tombée. Selon Louis Blanc, plusieurs pairs quittent leur place pour féliciter chaudement l'orateur.
En 1831, Sauzet est élu membre de l'académie des Sciences, Belles-Lettres et Arts de Lyon. Il en est le président en 1855, 1859 et 1863. 
En 1833, Sauzet se charge de la défense du général de Saint-Priest, impliqué dans l'affaire du Carlo Alberto, et obtient son acquittement lors du procès qui se déroule à Montbrison du 25 février au 9 mars 1833. Il obtient égale5ment la relaxe de Jules Favre, poursuivi pour un article dans Le Précurseur.
Le 21 juin 1834, élu député dans le 1er collège électoral du Rhône (Lyon) et dans le 5e collège du même département (Villefranche-sur-Saône), il opte pour Lyon. Il siège dans les rangs du Tiers Parti. Lors de la présentation des lois de septembre 1835, il combat celle qui réduit la majorité au sein des jurys d'assises, mais fait adopter, sur son rapport, celle qui aggrave, contre la presse, les garanties de cautionnement et de pénalité et étend la juridiction de la Chambre des pairs à certains délits de presse (Voir la loi sur la presse du 9 septembre 1835).
Vice-président de la Chambre des députés en 1836, il défend le principe de la conversion des rentes contre le ministère Broglie, qui tombe sur cette question. 
Il est nommé ministre de la Justice et des Cultes  dans le premier ministère Thiers qui lui succède le 22 février, et obtient de ses électeurs la confirmation de son mandat le 30 mars. Il défend la politique gouvernementale dans le débat sur les fonds secrets qui, traditionnellement, tient lieu de vote de confiance, et met sur place (25 août) la grande commission chargée de préparer la réforme hypothécaire par la révision de la législation concernant l'expropriation administrative.
La chute du ministère Thiers et l'avènement du ministère Molé, le 6 septembre 1836, le renvoient sur les bancs de la Chambre, où il siège dans l'opposition au gouvernement avec le Tiers Parti. Il est réélu député les 4 novembre 1837, 9 juillet 1842 et 1er août 1846. Il réclame, en 1837, l'intervention de la France en Espagne, vota contre la loi de disjonction, et appuya le gouvernement sur diverses lois d'affaires.
Après avoir été l'un des chefs de la coalition qui renverse le ministère Molé, il remplace Hippolyte Passy, nommé ministre, comme président de la Chambre des députés le 14 mai 1839, en battant Adolphe Thiers, candidat du centre gauche. Il est constamment réélu jusqu'en 1848. Dans cette fonction, il évolue vers le centre droit, ce qui, avec son embonpoint, lui vaut le surnom peu avantageux de « poire molle », et se montre un serviteur zélé de la monarchie mais il ne peut lui être d'aucun secours au moment de la Révolution de 1848. Il se retire alors de la vie publique et s'installe à Lyon, et fait plusieurs voyages en Italie et de longs séjours à Rome.

### Vie lyonnaise
Cette période où la question de l'identité lyonnaise circule surtout dans les cénacles intellectuels lyonnais, Paul Sauzet fait entrer le concept et le débat dans la sphère politique locale. Durant tout le second Empire, il est une « figure de la haute société lyonnaise de Bellecour ». Après plusieurs mentions dans des articles et tribunes, il formalise l'esprit lyonnais dans un discours en 1868 : l'esprit lyonnais « est l'union des deux traits majeurs que sont l'amour de la religion et celui du travail ... ».
Il épouse sa cousine germaine Emma Baboin, fille de Jean-Florent Baboin, négociant en soieries et banquier, à Saint-Vallier dans la Drôme et Lyon.

## Décorations
- Légion d'honneur :
  -  Chevalier de la Légion d'honneur : 1836
  -  Officier de la Légion d'honneur : 1840
  -  Commandeur de la Légion d'honneur : 1844
  -  Grand officier de la Légion d'honneur : 1847

## Œuvres
- La Chambre des députés et la révolution de février, 1851
- Considérations sur les retraites forcées de la magistrature, 1854
- Éloge de Ravez, 1864
- Éloge de M. de Chantelauze
- Rome devant l'Europe, 1860
- Les deux politiques de la France et le partage de Rome